# Szubieniczna Góra
Der Szubieniczna Góra (auch Hyclowa Góra, deutsch Galgenberg) ist eine 55 Meter hohe Erhebung in Danzig in Polen. Er liegt auf dem Gebiet der Stadtbezirke Wrzeszcz Górny (Langfuhr) und Aniołki (Aller Engel).

## Geschichte
Auf dem Galgenberg ist für die Jahre 1529 bis 1804 ein Galgen belegt. Dieser wurde damals abgerissen. Die letzte Hinrichtung fand hier 1838 mit dem Beil statt.

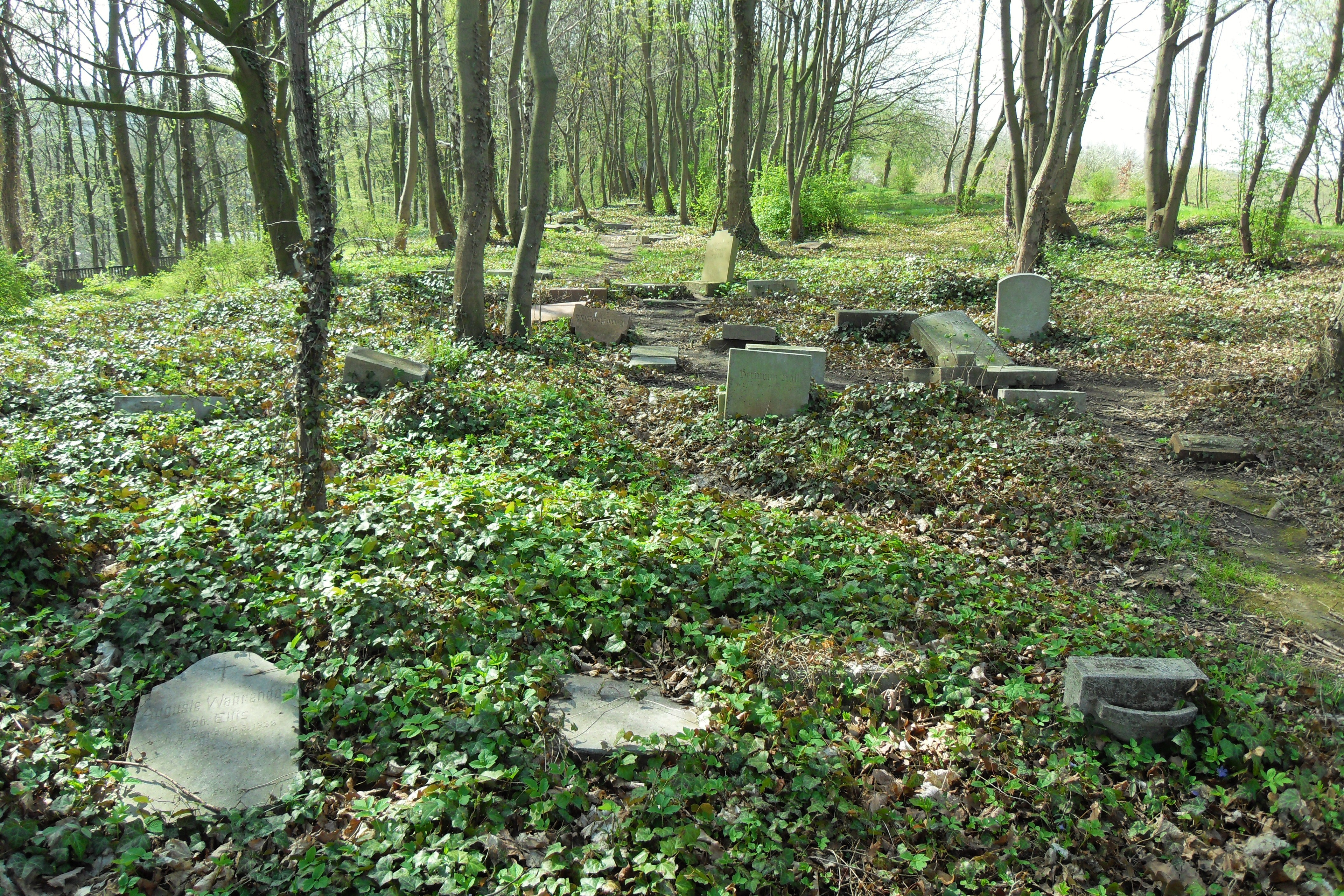
Geplünderte Gräber auf dem Berg

1914 wurde hier ein Krematorium mit dazugehörigem Urnenfriedhof erbaut. Dieser wurde nach 1945 zum heutigen Park im. Traugutta umgestaltet (1,3 ha). In einem Teil des Friedhofs steht heute die St. Nikolaus-Kirche (Cerkiew św. Mikołaja), die orthodoxe Kirche der Stadt Danzig.
Weitere Gräber wurden später auch auf dem Berg angelegt, sie fielen Plünderungen zum Opfer und sind bis heute verwahrlost.